# Beate Koch
Beate Koch (ur. 18 sierpnia 1967 w Jenie) – wschodnioniemiecka lekkoatletka specjalizująca się w rzucie oszczepem.
Brązowa medalistka igrzysk olimpijskich w Seulu (1988) – uzyskała wówczas wynik 67,30 m.